# اصول حسابداری (کتاب نیس‌ونگر و فس)
اصول حسابداری کتابی از رولین نیس‌ونگر و فیلیپ فس با ترجمهٔ مهدی تقوی و ایرج نیک‌نژاد است که در سال ۱۳۶۹ منتشر و در مراسم کتاب سال جمهوری اسلامی ایران به‌عنوان کتاب شایسته تقدیر معرفی شد.